# Ophiorrhiza fusca
Ophiorrhiza fusca är en måreväxtart som beskrevs av Theodoric Valeton. Ophiorrhiza fusca ingår i släktet Ophiorrhiza och familjen måreväxter. Inga underarter finns listade i Catalogue of Life.